# Tell M'lefaat (stanowisko)
Tell M'lefaat – stanowisko archeologiczne położone w Iraku, 35 km na wschód od Mosulu i 90 km na południowy wschód od Nemrik, a wysokości 300 m n.p.m.

## Badania archeologiczne
Stanowisko zostało zidentyfikowane w 1954 roku przez R. Braidwooda. W latach 1989–1990 badania prowadziła tu polska ekspedycja archeologiczna Centrum Archeologii Śródziemnomorskiej UW pod kierunkiem Stefana Karola Kozłowskiego. Osada datowana jest na 9 tysiąclecie p.n.e., czyli epipaleolit, współczesny okresowi natufiańskiemu w Palestynie i osadzie Szanidar w górach Zagros. Tell ma 90 metrów średnicy i od 2 do 3 metrów wysokości (około 14 metrów ponad poziom środka doliny). Zidentyfikowano 10 okrągłych i owalnych domów zagłębionych w ziemi. Część z nich posiadała jamy paleniskowe, gliniane ławy czy ślady tynków. W ich wypełniskach dwóch z nich odkryto blisko 600 zabytków krzemiennych, a także ostrza typu el-Khiam. 